# Guy Williams (Spezialeffektkünstler)
Guy Williams (* 1969 oder 1970 in Jackson, Mississippi) ist ein Spezialeffektkünstler, der 2013 für Marvel’s The Avengers, 2014 für Iron Man 3, 2018 für Guardians of the Galaxy Vol. 2 sowie 2024 für Guardians of the Galaxy Vol. 3 jeweils für den Oscar in der Kategorie Beste visuelle Effekte nominiert wurde. 

## Leben
Er wuchs in Greenwood auf und ging auf die Clinton High School. Danach studierte er ab 1989 an der Mississippi State University. Zu Beginn studierte er Luft- und Raumfahrttechnik, wechselte aber später in den Bereich Computertechnik. 1993 verließ er die Universität und wurde technischer Leiter bei Boss Film. In den folgenden Jahren arbeitete er bei Unternehmen wie Warner Digital, Rhythm & Hues und Rainmaker LA, bevor er 1999 zu Weta Digital wechselte, um an der Herr-der-Ringe-Trilogie zu arbeiten.
Danach folgten Filme wie I, Robot, X-Men: Der letzte Widerstand und Avatar – Aufbruch nach Pandora. 2013 wurde er zusammen mit Janek Sirrs, Jeff White und Daniel Sudick für den Film Marvel’s The Avengers für den Oscar in der Kategorie Beste visuelle Effekte nominiert. 2014, 2018 sowie 2024 erfolgten weitere Nominierungen für diesen Preis.

## Filmografie (Spezialeffekte)
- 1994: Drop Zone
- 1994: True Lies – Wahre Lügen (True Lies)
- 1995: Batman Forever
- 1996: Eraser
- 1996: Mars Attacks!
- 1998: Armageddon – Das jüngste Gericht (Armageddon)
- 1998: From the Earth to the Moon (8 Folgen)
- 1999: Der Chill Faktor (Chill Factor)
- 1999: Wing Commander
- 2001: Der Herr der Ringe: Die Gefährten (The Lord of the Rings: The Fellowship of the Ring)
- 2002: Der Herr der Ringe: Die zwei Türme (The Lord of the Rings: The Two Towers)
- 2003: Der Herr der Ringe: Die Rückkehr des Königs (The Lord of the Rings: The Return of the King)
- 2004: I, Robot
- 2005: King Kong
- 2006: Eragon – Das Vermächtnis der Drachenreiter (Eragon)
- 2006: X-Men: Der letzte Widerstand (X-Men: The Last Stand)
- 2008: Die Chroniken von Narnia: Prinz Kaspian von Narnia (The Chronicles of Narnia: Prince Caspian)
- 2009: Avatar – Aufbruch nach Pandora (Avatar)
- 2010: Das A-Team – Der Film (The A-Team)
- 2010: Gullivers Reisen – Da kommt was Großes auf uns zu (Gulliver's Travels)
- 2011: X-Men: Erste Entscheidung (X-Men: First Class)
- 2012: Marvel’s The Avengers (The Avengers)
- 2013: Iron Man 3
- 2013: Die Tribute von Panem – Catching Fire (The Hunger Games: Catching Fire)
- 2017: Guardians of the Galaxy Vol. 2
- 2019: Gemini Man
- 2019: Susi und Strolch (Lady and the Tramp)
- 2021: The Suicide Squad
- 2022: The Batman
- 2023: Guardians of the Galaxy Vol. 3